# Višnjica (Jasenovac)
Višnjica (1991-ig Višnjica Uštička) falu Horvátországban Sziszek-Monoszló megyében. Közigazgatásilag Jasenovachoz tartozik.

## Fekvése
Sziszektől légvonalban 47, közúton 75 km-re délkeletre, községközpontjától 4 km-re nyugatra, a Báni végvidéken, a Száva jobb partján, az Una folyó szávai torkolatának közelében, nagyrészt Száva holtága mentén fekszik. A településnek vasúti megállóhelye van a Zágráb – Novszka vasútvonalon.

## Története
Višnjička 1860 körül keletkezett, amikor a szomszédos Ušticáról családok költöztek ide. Egészen 1931-ig Uštiča településrésze volt. A településnek 1890-ben 58, 1910-ben 180 lakosa volt. Pozsega vármegye Novszkai járásának része volt. 1918-ban az új szerb-horvát-szlovén állam, majd később Jugoszlávia része lett. Nehéz időszakot élt át a lakossága a második világháború alatt. 1941-ben a németbarát Független Horvát Állam része lett. 1991-ben a háború előtt lakosságának 97%-a horvát nemzetiségű volt. 1991-ben elfoglalta a jugoszláv hadsereg és a horvát lakosságnak menekülnie kellett. Házaikat kifosztották és felgyújtották, kápolnájukat lerombolták. 1995. május 1-jén a Villám hadművelet elején szabadították fel a horvát erők. A háború után szinte mindent újjá kellett építeni. A településnek 2011-ben 129 lakosa volt.

## Népesség
| Lakosság változása | Lakosság változása | Lakosság változása | Lakosság változása | Lakosság változása | Lakosság változása | Lakosság változása | Lakosság változása | Lakosság változása | Lakosság változása | Lakosság változása | Lakosság változása | Lakosság változása | Lakosság változása | Lakosság változása | Lakosság változása |
| ------------------ | ------------------ | ------------------ | ------------------ | ------------------ | ------------------ | ------------------ | ------------------ | ------------------ | ------------------ | ------------------ | ------------------ | ------------------ | ------------------ | ------------------ | ------------------ |
| 1857               | 1869               | 1880               | 1890               | 1900               | 1910               | 1921               | 1931               | 1948               | 1953               | 1961               | 1971               | 1981               | 1991               | 2001               | 2011               |
| 0                  | 0                  | 0                  | 58                 | 95                 | 180                | 241                | 253                | 331                | 310                | 314                | 293                | 272                | 260                | 198                | 144                |

## Nevezetességei
Szent Flórián tiszteletére szentelt római katolikus kápolnája az 1970-es években épült. A délszláv háború idején a szerb erők lerombolták. A helyét a háború után kereszttel jelölték meg. Megkezdődtek egy új kápolna építésének előkészületei.